# Su Ta Gar
Su Ta Gar est un groupe de heavy metal basque, originaire d'Eibar. Su Ta Gar est formé à la fin de l'année 1987. Il est alors composé d’Aitor Gorosabel (chants et guitare), Xabi Bastida (guitare rythmique), Asier Osoro (basse et chant) et Bortxa Arrillaga (batterie). 
Le nom du groupe Su Ta Gar signifie littéralement « feu et flamme » aussi l'expression « tout feu, tout flamme » ; mais la locution basque évoque une idée de résistance et se traduirait dans le sens de « combattre sans relâche ». Le groupe écrit ses textes exclusivement en basque.

## Biographie

### Débuts
Ils auto-produisent leur premier album en 1989 dans le local de quelques-uns de leurs amis à Eibar. Cette démo remporte un grand succès qui leur permet de faire un autre enregistrement dans un studio professionnel à l'occasion duquel ils composent une version de Haika Mutil de Mikel Laboa pour le disque sorti en hommage au poète et chanteur basque, Txerokee, Mikel Laboaren Kantak. En 1990, ils remportent le premier prix du concours organisé par la ville de Bilbao, ex-æquo avec le groupe Estigia. Le premier prix donnait droit à l'enregistrement d'un album en studio, mais à l'idée de devoir partager le studio avec l'autre groupe, ils déclinèrent l'opportunité. Ainsi en novembre 1990, ils enregistrent dans les studios IZ, leur premier album Jaiotze Basatia diffusé par le label basque Zarata. En 1992, leur deuxième album Hortzak Estuturik est diffusé par le label Esan Ozenki, créé par les membres de Negu Gorriak afin de promouvoir les groupes chantant en basque. Cet album leur permet d'accéder à la scène et de faire une tournée à travers l'Europe avec le groupe EH Sukarra. Le dernier concert de la tournée est donné à Eibar, et est filmé pour la sortie du DVD Su Ta Gar Zuzenean. En 1993, Su Ta Gar sort Munstro Hilak qui n'atteindra pas le succès des précédant albums. 
En 1995, alors qu'ils se préparaient pour l'enregistrement d'un nouveau disque, Borxa Arrillaga est victime d'un accident qui le laisse sur une chaise roulante. Le frère du batteur, Galder Arrillaga prend la suite. Le nouvel album Sentimenak Jarraituz est récompensé dans différents festivals.  Pour le disque suivant, Su Ta Gar font appel à un nouveau batteur Iban Zugarramurdi avec qui ils enregistrent Agur Jauna Gizon Txuriari. Le disque est présenté lors d'un concert à Cuba. Le disque suivant est une nouvelle édition de leur démo intitulée Su Ta Gar, 1987-89. Ils y reprennent cinq de leurs chansons et une version de The Hellion/Electric Eye de Judas Priest. En 1999, Ils publient Homo Sapiens? publié par le label GOR. 

### Jo Ta Ke
En avril 2001 sort l'album live Jo Ta Ke. Le double-album inclut des chansons tirées de leurs précédents concerts, et celles qui ont fait leur succès. Il inclut une version de No Somos Nada de La Polla Records, la seule chanson en espagnol de leur répertoire. Pour la tournée et les prochains enregistrements, Su Ta Gar fait de nouveau appel à Galder Arrillaga. C'est avec cette formation qu'ils enregistrent le disque Itsasoz Beteriko Mugetan en 2003. 
En avril 2006 est publié leur huitième album Jainko Hilen Uhartean. Le 10 avril 2008, Su Ta Gar annonce sur son site internet qu'Asier Osoro, membre fondateur, quittait le groupe. Igor Oyarbide assure l'intérim pendant que le groupe cherche un nouveau bassiste. En octobre 2009, David Zarzosa prend le poste laissé vacant par Asier Osoro. 
Finalement, c'est Igor Diez qui en 2011 est choisi comme bassiste permanent du groupe.

### Années 2010
En octobre 2010, ils sont annoncés au festival Dimefest IV organisé le 4 décembre au Heineken Club de Madrid. En novembre 2013, ils sortent leur nouvel album Bizirik Gaude,.

## Influences
Su Ta Gar est considéré par les fans comme un incontournable de la scène musicale basque. Leurs chansons écrites exclusivement en euskara et leurs textes mettant en avant la culture basque en font la cible de nombreuses associations qui les accusent de jouer une musique empreinte de nationalisme. Le thème de la violence et de l'oppression, comme dans leur titre phare Jo Ta Ke (littéralement coup et fumée, un slogan de la gauche patriote basque) leur vaut d’être associé aux mouvances proche d’ETA et de faire l'apologie de la violence et du terrorisme. À partir de 2003, l’association des victimes du terrorisme (AVT) contacte toutes les localités où le groupe avait des dates afin de faire annuler les concerts.

## Discographie
- 1991 - Jaiotze Basatia
- 1992 - Hortzak Estuturik
- 1993 - Munstro Hilak
- 1996 - Sentimenak Jarraituz
- 1997 - Agur Jauna Gizon Txuriari
- 1999 - Su ta Gar 1987-89
- 1999 - Homo_Sapiens?
- 2001 - Jo Ta Ke (Live)
- 2003 - Itsasoz Beteriko Mugetan
- 2006 - Jainko Hilen Uhartean
- 2008 - 20 urte (Live)
- 2011 - Ametsak pilatzen
- 2013 - Bizirik Gaude
- 2016 - Maitasunari Pasioa
- 2017 - Antzokietan (Live)